# Mendibe
Mendibe (en francès i oficialment Mendive), és un municipi de la Baixa Navarra (Nafarroa Behera), un dels set territoris que formen Euskal Herria, al departament dels Pirineus Atlàntics i a la regió de la Nova Aquitània. Limita amb les comunes de Behorlegi al nord, Altzai-Altzabeheti-Zunharreta a l'est, Lekunberri a l'oest i Larraine al sud-est.

## Demografia
| Evolució de la població |      |      |      |      |      |      |      |      |
| 1793                    | 1800 | 1806 | 1821 | 1831 | 1836 | 1841 | 1846 | 1851 |
| 420                     | 406  | 459  | 440  | 588  | 581  | 611  | 646  | 641  |

| 1856 | 1861 | 1866 | 1872 | 1876 | 1881 | 1886 | 1891 | 1896 |
| ---- | ---- | ---- | ---- | ---- | ---- | ---- | ---- | ---- |
| 684  | 673  | 614  | 520  | 527  | 520  | 476  | 460  | 456  |

| 1901 | 1906 | 1911 | 1921 | 1926 | 1931 | 1936 | 1946 | 1954 |
| ---- | ---- | ---- | ---- | ---- | ---- | ---- | ---- | ---- |
| 457  | 505  | 504  | 397  | 365  | 528  | 439  | 462  | 415  |

| 1962 | 1968 | 1975 | 1982 | 1990 | 1999 | 2006 | 2011 | 2016 |
| ---- | ---- | ---- | ---- | ---- | ---- | ---- | ---- | ---- |
| 307  | 280  | 271  | 226  | 183  | 182  | -    | -    | -    |

| 2019 | - | - | - | - | - | - | - | - |
| ---- | - | - | - | - | - | - | - | - |
| -    | - | - | - | - | - | - | - | - |

## Administració
| Data d'elecció                               | Identitat      | Qualitat |
| -------------------------------------------- | -------------- | -------- |
| Les dades anteriors a 1995 són desconegudes. |                |          |
| 1995                                         | Florentin Goni |          |
| 2001                                         | Florentin Goni |          |